# أناستاسيوس الثاني
البابا أناستاسيوس الثاني (باللاتينية: Anastasius II) هو بابا الكنيسة الكاثوليكية من 24 نوفمبر 496 إلى 16 نوفمبر 498.
كان البابا أناستاسيوس الثاني بابا وقت انشقاق البطريرك أكاسيوس، وكان موقفه تجاهه يميل إلى المصالحة، وهو ما عرضه للوم من جانب مؤلف كتاب الأحبار (باللاتينية: Liber Pontificalis)، بل إن الأمر وصل بدانتي ـ في الكوميديا الإلهية ـ إلى وضع هذا البابا في طبقة الجحيم. وقد نظر البعض إلى وفاة أناستاسيوس الثاني في ذروة الأزمة سنة 498 باعتبارها عقابًا إلهيًا.